# Amblyomma sparsum
Amblyomma sparsum är en fästingart som beskrevs av Neumann 1899. Amblyomma sparsum ingår i släktet Amblyomma och familjen hårda fästingar. Inga underarter finns listade i Catalogue of Life.